# Rikki-Tikki-Tavi (Het jungleboek)
Rikki-Tikki-Tavi is een mangoest uit het boek Het jungleboek van de Britse schrijver Rudyard Kipling.
Rikki-Tikki-Tavi is een goed voorbeeld voor alle welpen. Hij is opmerkzaam, leergierig, lenig, snel, dienstbaar, schoon, slim, handig en moedig. Hij werkt graag samen met anderen en wil anderen graag helpen.

## Verhaal
Rikki-Tikki-Tavi, genoemd naar het geluid dat het dier voortbrengt, wordt door een Britse familie, die in Indië woont, als huisdier gehouden. In de tuin van het huis leven drie slangen: twee cobra's (Nag en Nagaina) en een kleinere bruine krait genaamd Karait. Zij zijn niet blij zijn met de komst van het gezin. De overmoedige Karait probeert het jongste kind aan te vallen maar wordt vrijwel direct door Rikki-Tikki-Tavi gedood. Nag en Nagaina besluiten het voorzichtiger aan te pakken.
Op een ochtend sluipt Nag de badkamer binnen, maar wordt aangevallen door Rikki-Tikki-Tavi. Hierdoor wordt het gezin wakker en schiet de man de slang dood.
Nagaina wil wraak. Wanneer zij wordt afgeleid door een snijdervogel vernielt Rikki-Tikki-Tavi haar eieren. Een ei laat hij ongeschonden en neemt hij mee. Wanneer Nagaina het jongste kind wil aanvallen, toont Rikki-Tikki-Tavi haar het gestolen ei. Zij kiest voor haar nageslacht. Rikki-Tikki-Tavi verdrijft Nagaina tot in haar hol. Enige tijd later komt hij terug bovengronds en aan zijn geluid te horen heeft hij Nagaina gedood.
Vanaf nu neemt hij de taak op zich om gevaarlijke dieren uit de tuin te verdrijven.